# 波加利荘
波加利荘（はかりのしょう）は、甲斐国都留郡の荘園。
甲斐東部の都留郡（郡内地方）に位置する。波加利荘は富士北麓の大原荘（河口湖周辺）とともに、都留郡域で存在が確認されている荘園。正確な荘域は不明だが、笹子山以東の笹子川流域にあたる現在の大月市初狩町・笹子町付近に比定されている。
波加利荘の立荘時期は不明だが、平安時代後期には武蔵七党のひとつで武蔵国横山荘（東京都八王子市）を本拠とした横山党の一族が古郡郷へ入部し、横山義孝（義隆）の子・忠重は都留郡古郡郷（上野原市上野原付近）に進出し古郡氏を称した。都留郡は国中（甲府盆地）だけでなく隣接する相模国（神奈川県）など関東地方とも関係が深い。また、都留郡は東海道の支路である甲斐路（御坂路）の整備に伴い甲斐国へ編入された立郡事情が考えられており、古代には甲相国境で帰属問題も発生している。古郡郷はこの甲相国境に近接し、初期郡家が存在していたと考えられている地で、奈良・平安時代の遺跡も多い。
古郡氏が入部した平安後期に甲府盆地では常陸国から進出した甲斐源氏の一族が各地で土着して勢力を拡大し、治承・寿永の乱において活躍して源頼朝の鎌倉幕府創立にも参加している。国中における甲斐源氏に対して古郡氏の動向は不明だが、横山党の一族では横山時兼が源頼朝に近侍しており、建久元年（1190年）・同6年（1195年）の頼朝上洛に際しての随兵には「古郡次郎」の名が見られ、『吾妻鏡』では建仁2年（1191年）8月に古郡保忠が鎌倉から甲斐へ出奔した逸話が記されていることから、都留郡と鎌倉の間に往来があったと考えられている。
古郡氏は建暦3年（1213年）の和田合戦において和田義盛の挙兵に参加し、鎌倉で義盛勢が敗退すると古郡経忠・保忠兄弟は和田常盛や横山時兼らと波加利荘へ敗走し自害している。乱の平定後に所領は没収され、跡地は恩賞として乱の鎮圧に功績のあった武士に分配されているが、波加利本荘は甲斐源氏の武田信光（冠者）に与えられ、甲斐源氏が郡内地方へと進出する契機となった。南北朝時代の貞和4年（1348年）には武田信成が本荘分の運上を命じられており、この頃までの伝領が考えられている。
新荘については薩摩国の島津忠久が拝領し、貞和4年には武田信成と同じく島津師久（大夫判官）が運上を納入しており、南北朝期まで島津氏領であったと考えられている（「貞和四年七月十一日公の諸直直奉書写」『薩摩旧記』）。
波加利荘は宣陽門院所領目録に貞応3年（1224年）寄進記事として荘名が見られる皇室料で（「貞応三年八月十日宣陽門院所領目録」、宣陽門院領は長講堂領とともに伝領されており、文永11年（1274年）の六条殿修理に際しては波加利荘から柱一本の貢進が行われている。南北朝時代には持明院領として北朝方の基盤であったが、建武3年（1336年）5月には当荘に拠ったと考えられている南朝方の武将・初雁五郎が大善寺（甲州市勝沼町勝沼）を襲撃して焼打しており（「建武四年七月十六日斯波家長寄進状」『大善寺文書』）、南朝方の在地武士も存在していた。
宣陽門院所領目録には室町時代の応永14年（1407年）条にも荘名が見られるが、この頃には年貢未定で荘園としての実態を失っていたと考えられている。戦国時代には郡内領は有力国衆の小山田氏が支配し、小山田氏は戦国大名となった守護・武田氏の家臣となる。